# Synonchus longisetosus
Synonchus longisetosus is een rondwormensoort uit de familie van de Leptosomatidae. De wetenschappelijke naam van de soort is voor het eerst geldig gepubliceerd in 1914 door Southern.